# Conus menengtenganus
Conus menengtenganus é uma espécie de gastrópode do gênero Conus, pertencente a família Conidae.